# Ruahei Demantová
Devon Ruahei Demant (* 21. dubna 1995, Bay of Plenty) je novozélandská ragbistka hrající jako útoková spojka a tříčtvrtka. V roce 2022 byla zvolena jako nejlepší ragbistka světa. V následujícím roce byla v nominaci na nejlepší ragbistku světa. Obdržela Novozélandský řád za zásluhy.
Na MS 2021 (hrané v roce 2022) se stala s novozélandskou reprezentací mistryní světa jako spolukapitánka. Ve finále proti Anglii byla zvolena nejlepší hráčkou zápasu. Dvakrát (2024, 2025) se stala vítězkou Super Rugby s týmem Blues Women. V roce 2023 byla kapitánka tohoto celku a od roku 2024 je spolukapitánkou. Ještě před svými 21. narozeninami zažila třikrát operaci kolene, dvakrát na levém, jednou na pravém.
Je z 6 dětí. Vystudovala právnickou fakultu.